# Zbuntowana nastolatka
Zbuntowana nastolatka (ang. Teenage Rebel) – amerykański film z 1956 roku w reżyserii Edmunda Gouldinga.

## Nagrody i nominacje
| Nazwa nagrody | Wygrane            | Nominacje |
| ------------- | ------------------ | --- |
| Oscar         | 1957 bez rezultatu | 1957 Najlepsza scenografia - filmy czarno-białe Jack Martin Smith, Lyle Wheeler, Stuart A. Reiss, Walter M. Scott Najlepsze kostiumy - filmy czarno-białe Charles LeMaire, Mary Wills |